# 西藏木姜子
西藏木姜子（学名：Litsea tibetana）为樟科木姜子属下的一个种。